# Kasper Hülsen
Kasper Hülsen (født 4. maj 1976) er en dansk politiker som var landsformand for Konservativ Ungdoms landsorganisation fra 2004 til 2007 efter at han havde siddet i KU's ledelse igennem flere år. Hülsen var en af hovedkræfterne bag reformen af organisationsstrukturen i Konservativ Ungdom, der som den første ungdomsorganisation i Danmark gik fra en traditionelt topstyret og tung organisation til en mere flad struktur der baserede sig på medlemsinvolvering. Efterfølgende er strukturændringen ofte blevet fremlagt på politiske seminarer i Danmark såvel som i udlandet som en succeshistorie og eksempel på en moderne ungdomsorganisation. Under Hülsen opnåede KU medlemsfremgang og skiftede fokus til at fokusere mere på fængende og moderne kampagner såsom kapitalist.dk og Connie Mania. 
I 2006 overtog Hülsen fra Lasse Krull og blev valgt i ledelsen for den globale ungkonservative organisation International Young Democrat Union (no) som Vice Chairman, hvor han sad i 2 år. Han var endvidere Præsident for Nordisk Ungkonservativ Union fra 2006-2009.
Siden 2008 har han været medlem af Konservatives hovedbestyrelse.
Før sin indtræden i landspolitik var Kasper Hülsen en aktiv deltager i lokalforeningen Taastrup KU. 
Privat bor han i Vejle.
Han blev efterfulgt af Rune Kristensen.